# Virgilio Zuffi
Virgilio Zuffi (Stienta, 3 maggio 1908 – Grosseto, 3 agosto 1998) è stato un ciclista su strada italiano, attivo come indipendente e professionista dal 1931 al 1934. Pur non cogliendo alcuna vittoria, ottenne importanti piazzamenti, quali il quarto posto al Giro del Piemonte 1931, il settimo al Giro del Veneto 1931 e il settimo alla Pistoia-Prunetta 1933.

## Piazzamenti

### Grandi Giri
- Giro d'Italia

1932: 56º

### Classiche monumento
- Milano-Sanremo

1932: 30º
1933: 28º